# Magic (Pilot)
Magic (in italiano: magico) è un singolo del gruppo britannico Pilot, pubblicato il 20 settembre 1974 e scritto dai membri Billy Lyall e David Paton per il loro album di debutto From the Album of the Same Name.

## Versione di Selena Gomez
Magic è un singolo dell'attrice e cantante statunitense Selena Gomez, pubblicato il 21 luglio 2009. Ha raggiunto la 61ª posizione della classifica statunitense Billboard Hot 100 e l'80ª della classifica canadese Billboard Canadian Hot 100. Negli Stati Uniti, ha venduto più di 530 000 copie. Il videoclip, diretto da Roman Perez, è stato mandato in onda su Disney Channel il 24 luglio 2009.

## Classifiche

### Pilot
| Classifica (1974) | Posizione massima |
| ----------------- | ----------------- |
| Canada            | 1                 |
| Regno Unito       | 11                |
| Stati Uniti       | 5                 |

### Selena Gomez
| Classifica (2009) | Posizione massima |
| ----------------- | ----------------- |
| Canada            | 80                |
| Norvegia          | 5                 |
| Regno Unito       | 90                |
| Stati Uniti       | 61                |